# Heinrich Franz von Bombelles

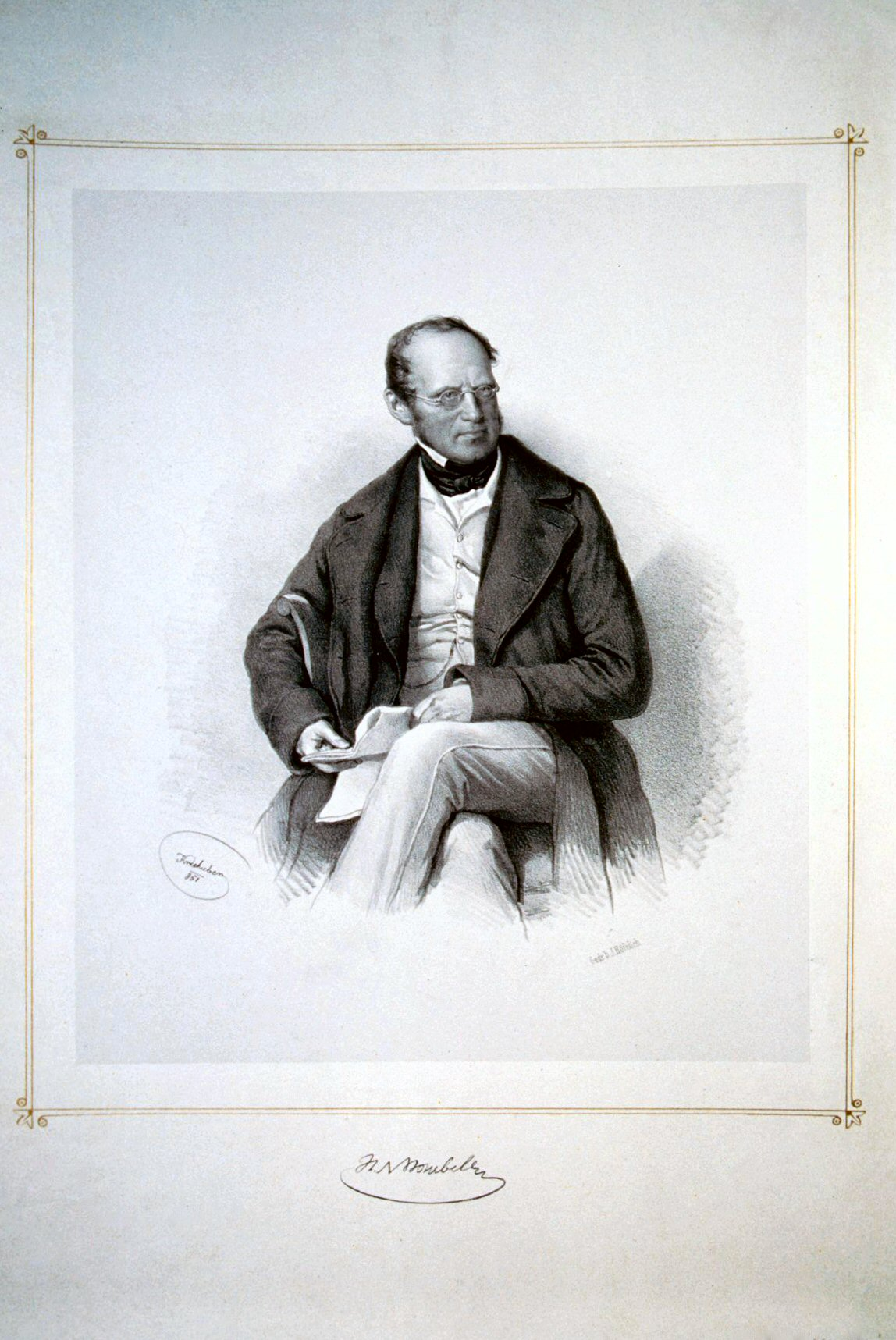
Heinrich Franz Graf von Bombelles, Lithographie von Josef Kriehuber, 1851

Heinrich Franz Graf von Bombelles (* 26. Juni 1789 in Versailles; † 31. März 1850 in Savenstein in Unterkrain) war ein österreichischer Diplomat, Offizier und Erzieher des späteren Kaisers Franz Joseph I.

## Leben
Bombelles war der Sohn des französischen Generals, Diplomaten und späteren Bischofs von Amiens Marc Marie Marquis de Bombelles und Prinzessin Angélique de Mackau.
Er trat 1805 in österreichische Kriegsdienste, kämpfte in Italien und 1813 als Hauptmann in der Völkerschlacht bei Leipzig. Später begleitete er den Grafen Merveldt nach London und machte den Feldzug 1815 als Adjutant des Erzherzogs Ferdinand mit. Später wurde er Gesandter in Petersburg, dann am portugiesischen und endlich am Turiner Hof. Im Jahr 1836 übernahm er in Wien die Erziehung der Enkel des Kaisers Franz II., des späteren Kaisers Franz Joseph und seiner Brüder, und begleitete sie im Mai 1848 auf ihrer Flucht nach Innsbruck.
Metternich hielt Heinrich Franz von Bombelles für den geeigneten Erzieher des zukünftigen Thronfolgers: Ich reihe Bombelles unter die geringe Zahl von Menschen ein, die infolge einer angeborenen Neigung das dachten, was ich dachte, das sahen, was ich sah und das wollten, was ich wollte.
Bombelles galt als eine der hervorragendsten Stützen des kirchlichen Einflusses bei Hof. Infolgedessen war er bei dem oppositionell gesinnten Teil der Bevölkerung verhasst. Während der Revolution von 1848/49 bezeichneten die Revolutionäre ihn als Judas, den Erzschelm und hängten ihn darstellende Strohpuppen als Urheber allen Übels.
Er starb am 31. März 1850 auf seiner Herrschaft Savenstein in Unterkrain im heutigen Slowenien.
Sein Bruder, Ludwig Philipp von Bombelles, war ebenfalls österreichischer Diplomat und Vertrauter Metternichs. Charles-René de Bombelles (1785–1856), sein anderer Bruder, war Obersthofmeister und Minister am Hof von Parma und der dritte Ehemann der Marie-Louise von Österreich.